# Condor Gruppe
Condor Gruppe is een Belgische band die in 2012 werd opgericht door Michiel Van Cleuvenbergen en Jan Wygers (beiden ook lid van Creature with the Atom Brain), aangevuld met leden van Flying Horseman, Meuris en White Circle Crime Club. 
Condor Gruppe brengt ode aan obscure Italiaanse 70ties filmsoundtracks (in het bijzonder spaghettiwesterns), worldgrooves, de Krautrock van Can en surfmuziek. Nieuw, retro, tijdloos, bezwerend. Instrumentaal en trippend met visuals.
Het debuutalbum 'Latituds del Cavall' kwam in 2014 uit op hun eigen label, Condor Men Records. Negen exotische songs die doen denken aan een drugstrip in de woestijn, maar dan wel één met een groovy ritmesectie.
De opvolger 'A tribute to Moondog' uit 2016 bevat zes interpretaties uit het werk van Moondog. Trompettist Dirk Timmermans, saxofonist Matti Willems en bariton saxofoniste Hanne De Backer vervoegden de vijf oorspronkelijke leden van Condor Gruppe. Het resultaat is een mix tussen Moondogs jazzy composities en Condor Gruppe's exotische, instrumentale sound.
Op hun derde album 'Interplanetary Travels' verschijnen acht nieuwe songs die je achterlaten met het creepy gevoel van horror soundtracks, het heroïsme zoals die van de beste filmscores en hypnotiserende grooves vanuit de diepte van het oerwoud. Het is dan ook niet toevallig dat de band een aantal keren de live begeleiding verzorgt bij geluidsloze obscure films. De band introduceert op deze plaat ook een niet alledaagse instrument voor een rock band, namelijk de sitar, bespeeld door Nicolas Mortelmans. Hij studeerde op de traditionele manier bij verschillende sitarmeesters in India en sinds 2017 wordt hij opgeleid door de wereldbefaamde Anoushka Shankar.
Die invloeden van de sitar worden verdergezet op 'Gulliver', het vierde album van de band voorzien van opnieuw acht nieuwe nummers.
De band speelde onder meer op Pukkelpop, Leffingeleuren, OLT Rivierenhof, Ancienne Belgique, De Roma, ...

## Discografie
- 2014 Latituds del Cavall
- 2016 Frog Bog - A tribute to Moondog
- 2018 Interplanetary Travels
- 2022 Gulliver